# Wilhelm Scheffer (Theologe)

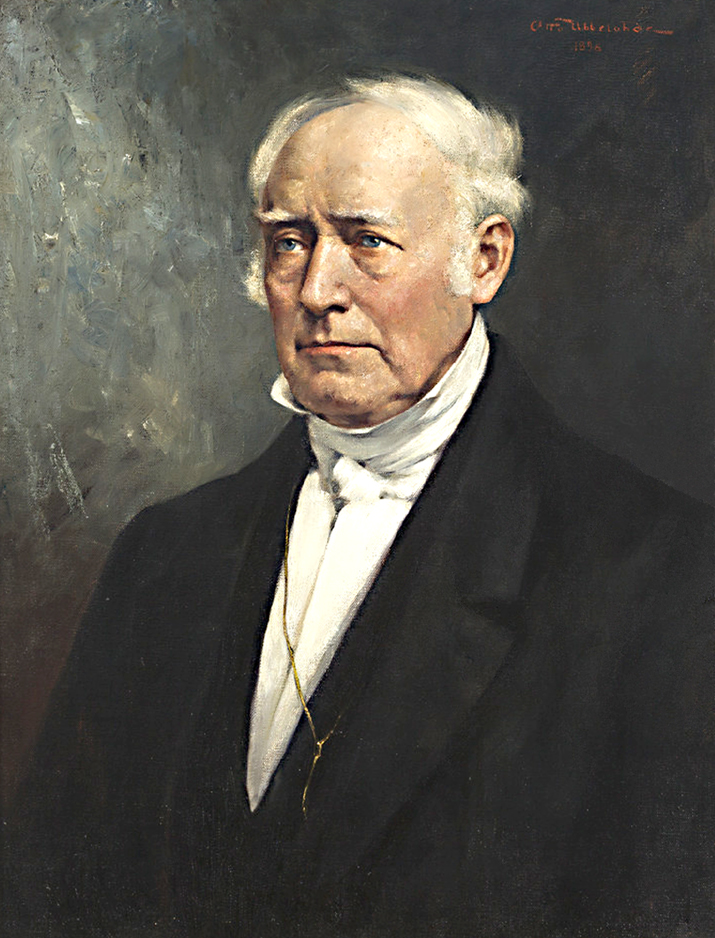
Wilhelm Scheffer

Wilhelm Scheffer (* 15. April 1803 in Schrecksbach; † 26. Februar 1883 in Marburg) war ein deutscher reformierter Theologe, Geistlicher und Hochschullehrer.

## Leben
Scheffer, Sohn eines Pfarrers, studierte ab 1822 bis 1825 Theologie an der Universität Marburg und bestand am 9. September 1825 das theologische Examen vor dem Konsistorium in Kassel. Er arbeitete 1826/1827 als Lehrer an der Privatschule des Pfarrers Johann Heinrich Christian Bang in Goßfelden. Zum 1. Februar 1827 wurde er zum Stipendiatenmajor in Marburg und im selben Jahr zum Kustos an der Universitätsbibliothek Marburg bestellt. Seine Promotion zum Doktor der Philosophie erfolgte am 26. August 1828 ebenfalls in Marburg, am 19. August 1829 erlangte er das Lizenziat der Theologie und anschließend habilitierte er sich. Er lehrte danach als Privatdozent für Neues Testament.
Scheffer erhielt am 16. Februar 1831 eine Stelle als außerordentlicher Professor der Theologie an der Marburger Universität. Zum 1. Oktober 1833 gab er seine Stelle als Stipendiatenmajor zurück. 1837 gründete er in Marburg eine Kleinkinderschule. Er wurde am 11. Januar 1838 Konsistorialrat und Inspektor der evangelisch-reformierten Kirchen der Provinz Oberhessen, außerdem 1839 Prediger an der reformierten Stadt- und Universitätskirche Marburg. Zum 1. Oktober 1842 erhielt er eine Stelle als ordentlicher Professor der Theologie, zugleich wurde er am 5. November 1842 zum Schulreferent bei der Regierung in Marburg ernannt. Letzteres Amt hatte er bis 16. Februar 1849 inne.
Scheffer war von 1850 bis 1860 über zehn Jahre Vorsitzender des Konsistoriums, ab 6. April 1847 mit dem Titel Oberkonsistorialrat und blieb darin Mitglied bis Juli 1873. Am 25. Januar 1865 wurde er Superintendent der reformierten Diözese Marburg und nach Ernst Henkes Tod 1872 Leiter des Homiletischen und Katechetischen Seminars in Marburg.
Scheffer erhielt am 24. Dezember 1843 die Ehrendoktorwürde der Theologischen Fakultät der Marburger Universität (Dr. theol. h.c.) und wurde im Januar 1863 zum Ehrenbürger von Treysa ernannt.
Der Politiker Friedrich Scheffer war sein Bruder.

## Werke (Auswahl)
- De ingenio moribusque Judaeorum per Ptolemaeorum saecula; Bayrhoff, Marburg 1829.
- Das Bild eines ächten Jüngers Jesu, Garthe, Marburg 1832.
- Die Verfassungsfrage der evangelischen Kirche: ein Beitrag zu deren Erörterung, Brönner, Frankfurt am Main 1849.
- Das Reich Gottes und Christi, Elwert, Marburg 1865.
- De Interpretatione legis XVI. 2. D. de evictionibus disceptatur, Pfeil, Marburg 1869.